# Salza Irpina
Salza Irpina (Sàoza in campano) è un comune italiano di 726 abitanti della provincia di Avellino in Campania.

## Origini del nome
Il nome "Salza" trarrebbe origine dal latino salsa, femminile di salsus che significa salato e sarebbe riferito ad una sorgente d'acqua sodica-clorurata (i tre cannuoli) dalla quale in epoca romana si estraeva il sale; l'aggettivo "irpina" è invece tipico della zona detta appunto Irpinia.

## Storia
I primi insediamenti scoperti risalgono all'età romana come testimoniano i sepolcreti ritrovati nel suo territorio insieme ad altri reperti archeologici.
Agli inizi del Novecento, il lavoro praticato dalla maggior parte dei salzesi era quello di calzolaio, ma col passare del tempo è completamente scomparso.

### Simboli
Il colore rosso potrebbe derivare dal blasone della casata dei Boerio, marchesi di Salza dal 1760 al 1806, quando venne sancita l'abolizione della feudalità. La foglia di castagno ricorda la tipica coltura della valle del torrente Salzola. Le lettere S e A sono le iniziali di Salsula Abellinensis, dato che il centro un tempo faceva parte del territorio di Avellino sotto Raidolfo. 
Il gonfalone è un drappo di azzurro.

## Società

### Evoluzione demografica
Abitanti censiti

### Lingue e dialetti
Accanto alla lingua italiana, nell'ambito del territorio comunale è in uso il dialetto irpino.

## Cultura

### Eventi
Un comitato locale ogni anno organizza i festeggiamenti per la Madonna delle Grazie. La festa si tiene la seconda domenica di settembre. I salzesi sono devoti a questa Madonna ed aspettano con pazienza il giorno dei festeggiamenti, soprattutto gli emigrati che ritornano a Salza per quest'occasione.
Inoltre vi si tengono, nel corso dell'anno, le sagre della castagna e del fungo porcino.

## Infrastrutture e trasporti

### Strade
Il comune è interessato dal percorso della strada statale 7 Via Appia.

### Ferrovie
Il comune era servito dalla stazione di Salza Irpina, sulla ferrovia Avellino-Rocchetta Sant'Antonio.

## Amministrazione

### Altre informazioni amministrative
Il comune fa parte della Comunità montana Terminio Cervialto.